# Pentti Nikula
Pentti Nikula (Somero, 3 febbraio 1939) è un ex astista finlandese, campione europeo a Belgrado 1962 ed ex detentore del record mondiale sia assoluto che indoor.

## Carriera
Ha partecipato ai Giochi olimpici di Tokyo 1964 giungendo 7º.

## Palmarès
| Anno | Manifestazione     | Sede     | Evento           | Risultato | Misura |
| ---- | ------------------ | -------- | ---------------- | --------- | ------ |
| 1962 | Campionati europei | Belgrado | Salto con l'asta | Oro       | 4,94   |